# Stanisława Platówna
Stanisława Platówna (ur. 14 lutego 1926 we Lwowie, zm. 14 grudnia 1975 we Wrocławiu) – polska autorka utworów dla młodzieży, córka Franciszki Platówny-Rotter.

## Życiorys
Absolwentka filologii polskiej na Uniwersytecie Jagiellońskim. Od 1952 zamieszkała we Wrocławiu. Przed rozpoczęciem kariery pisarskiej była aktorką teatru objazdowego, kierowniczką księgarni i spikerką radiową. Debiutowała w 1956 powieścią młodzieżową "Tajemnica trzech studni" (Wydawnictwo Literackie). W 1971 otrzymała Harcerską Nagrodę Literacką za powieść "Chłopiec na polnej drodze".

## Twórczość
- A jednak się kręci! (1970)
- Chłopiec na polnej drodze (1970; w serii Biblioteka Młodych (tytuły 3D))
- Cień Czarnej Pani
- Czerwona piłka (opowiadanie w Nasz język, nasz świat, podręczniku języka polskiego do klasy 6 w latach siedemdziesiątych)
- Darek i pięciu (1965)
- Mały wzywa kapitana (1972; w serii Biblioteka Młodych (tytuły 3D))
- Marianna, Marysia, Misia (1976)
- Niezwykłe wakacje ABC (1968)
- Skok przez skórę (1971; wspomniana w Wyprawie kapitana Łamigłowy w krainę literatury)
- Tajemnica trzech studni (1956)
- Telefon zaufania (1973)
- Tomek, Ewa i inni (1968)
- W myślach, w sercu... (1975)
- Zakamarki
- Żegnaj, Zorbin! (1974)